# Ivanivți, Bar
Ivanivți (în ucraineană Іванівці) este localitatea de reședință a comunei Ivanivți din raionul Bar, regiunea Vinnița, Ucraina.

## Demografie
Componența lingvistică a localității Ivanivți
     Ucraineană (98,37%)
     Rusă (1,28%)
     Alte limbi (0,07%)
Conform recensământului din 2001, majoritatea populației localității Ivanivți era vorbitoare de ucraineană (98,37%), existând în minoritate și vorbitori de rusă (1,28%).